# Cecilia Berdichevski
Cecilia Berdichevsky (Vidzy, Polonia, 30 de marzo de 1925 - Avellaneda, 28 de febrero de 2010) fue una programadora argentina, pionera en el área de informática y en el uso de Clementina. Después de la Noche de los Bastones Largos comenzó a trabajar en la empresa de Sadosky, Guber y Chamero.

## Biografía
Nació con el nombre de Mirjam Tuwjasz el 30 de marzo de 1925 en Vidzy, Polonia, actual Bielorrusia.
A causa del aumento en las hostilidades contra la comunidad judía, primero su padre y luego su madre Hoda y ella, con cuatro años, emigraron a Argentina, donde adoptó el nombre Cecilia. Pasó su infancia en Avellaneda, Buenos Aires. Su padre murió a los pocos años y su madre se volvió a casar con un hombre rico.
En 1951, se casó con el médico Mario Berdichevsky.

## Trayectoria profesional
Berdichevsky estudió matemáticas en la Facultad de Ciencias Exactas de la Universidad de Buenos Aires donde tuvo sus primeros acercamientos a la informática. Tomó cursos con la programadora inglesa Cicely Popplewell y con el español Ernesto García Camarero,  convirtiéndose en la primera programadora de la primera gran computadora que tuvo la Argentina. Luego  continuó sus estudios en Mánchester y volvió a la Argentina en 1963. Además de ser programadora, Cecilia también trabajó como Jefa de Trabajos Prácticos de Cálculo Numérico I, donde el profesor titular era Sadosky.
En 1962 obtuvo una beca para trabajar en la University of London Computer Unit y luego continuó su trabajo en Francia.
Cecilia  trabajó en distintas empresas ligadas a la tecnología como: ACT, la empresa de Sadosky, Guber y Chamero; IBIZA; y, en 1984, pasó a ser subgerente General de la Caja de Ahorro, a cargo del Centro de Cómputos. Luego de su jubilación, trabajó como consultora en informática y participó en importantes proyectos y organismos internacionales como el PNUD.